# Służewiec-Prototypy
Służewiec-Prototypy (inne nazwy: Osiedle Prototypów lub Służewiec Osiedle Awaryjne) – osiedle w dzielnicy Mokotów w Warszawie.

## Położenie
Osiedle Służewiec-Prototypy położone jest na stołecznym Mokotowie, w zachodniej części obszaru Miejskiego Systemu Informacji Służew. Obejmuje 66-hektarowy teren położony między aleją Lotników, ulicą Zygmunta Modzelewskiego, ulicą Bokserską i ulicą Obrzeżną. Jego centralną osią dzielącą na dwie części jest ulica Wincentego Rzymowskiego (wcześniejsza nazwa robocza: Nowowołoska). Przez jego obszar przebiegają także m.in. ulice Jadźwingów, Gotarda i Orzycka. Osiedle znajduje się na obszarze Służewca Południowego, jednostki niższego rzędu w dzielnicy Mokotów.

## Historia i charakterystyka
Osiedle zostało zbudowane w latach 1960–1965. Jego generalnymi projektantami byli Jerzy Skrzypczak, Urszula Ciborowska, Aleksander Łyczewski i Zdzisław Łuszczyński z Biura Projektów Typowych i Studiów Budownictwa Miejskiego z siedzibą przy ul. Wierzbowej 9. Za projekt komunikacji odpowiadał Bohun Zwoliński, a zieleni Barbara Tucholska. Wśród architektów zaangażowanych w projektowanie osiedla byli także m.in. Irena Solarska i Włodzimierz Minnich. Zaplanowano ponad 122 tys. m² powierzchni użytkowej mieszkalnej dla ok. 17–20 tysięcy mieszkańców, a także usługi jak: szkoły, przedszkola, żłobki i sklepy. Kubatura zabudowy miała wyniosić blisko 1 mln m³. Do jego realizacji Minister Budownictwa i Przemysłu Materiałów Budowlanych utworzył specjalne, nowe przedsiębiorstwo.
Osiedle z założenia miało być miejscem testowania różnych rozwiązań architektonicznych i funkcjonalnych w technologii wielkopłytowej. Było pierwszym i największym tego typu ośrodkiem w Polsce. Budowa różnych typów budynków i ich obserwacja w czasie wznoszenia oraz eksploatacji miała pozwolić na ulepszenie nowych projektów, porównanie obecnych i uniknięcie błędów, które byłyby kosztowne przy większej skali budowania powtarzalnych osiedli.
Projekt generalny osiedla wyznaczył ogólne ramy urbanistyczne, ciągi pieszo-komunikacyjne, dominanty wysokościowe, czy układ terenów zielonych, ale poszczególne mikrozespoły mieszkaniowe zostały zaprojektowane indywidualnie przez różne zespoły architektów. Umiejscowienie osiedla związane było z potrzebami mieszkaniowymi robotników powstałymi w związku z rozbudową położonego na zachód Służewca Przemysłowego. Zaprojektowano je tak, by można było w łatwy sposób dotrzeć do pracy pieszo.
W ramach osiedla projektowana była siatka ulic na bazie założonych w miejskiej koncepcji ogólnej ciągów komunikacyjnych do 24 listopada 1961 r. roboczo funkcjonujących pod nazwami „Nowo-Wołoska” (ulica Wincentego Rzymowskiego), „Nowo-Bokserska” (ulica Gotarda) i „Al. Niepodległości–bis” (ulica Zygmunta Modzelewskiego), tego dnia nadano też nazwy ulicom w pobliżu ulicy Obrzeżnej i Bokserskiej: Piotra Gruszczyńskiego, Jadźwingów, Bartłomieja i Bogunki (wcześniej określane jako „Projektowana” – odpowiednio od I do IV), a uchwałą z 16 maja 1963 r. także ulicy Kolady (wcześniej określanej jako „Dojazd Nr 22”). Uchwałą z 29 grudnia 1965 r. otrzymały nazwy ulice: Orzycka oraz (zlokalizowane w jej oraz alei Lotników pobliżu) Bełdan, Niegocińska, Śniardwy, Tuchlińska, Wiartel i Wydmińska.
Od 4 lipca 1967 r. osiedle przynależało do rejonu urbanistycznego Służew, po wprowadzeniu Miejskiego Systemu Informacji 4 października 1996 r. również znajduje się w obszarze Służew.
Jedną z testowanych technologii był system WUF, czyli Warszawska Uniwersalna Forma. Umożliwiała ona budowę z powtarzalnych elementów budynków od jednorodzinnych aż po 13-kondygnacyjne, a dostępne kategorie mieszkań obejmowały zakres od M2 do M7. Za projekt budynków-prototypów w tej technologii, które zlokalizowano w północno-zachodniej części osiedla, odpowiadali: Andrzej Bielobradek, Jan Drużyński, Tadeusz Stefański, Witold Wojczyński, Zbigniew Pawłowski, Władysław Sieradzki i Jerzy Zoller. Na potrzeby budowy zespołu powstała tymczasowa poligonowa wytwórnia powtarzalnych elementów budowlanych o mocach produkcyjnych pozwalających na wznoszenie ok. 1300 mieszkań rocznie. Doświadczenia zdobyte podczas projektowania i budowy zespołu mieszkaniowego zostały potem wykorzystane podczas pracy nad osiedlem Skarpa Puławska.
Drugim systemem, w którym powstały prototypowe bloki mieszkalne był WPP (Warszawski Poligon Przenośny).
Sprawdzono także w praktyce system budownictwa monolitycznego betonów wylewanych „Stolica”. Efekty testów zastosowano przy wznoszeniu osiedla Za Żelazną Bramą.
Jeden z budynków, przy ul. Rzymowskiego 47, wybudowany w technologii WUF, został na początku XXI wieku nadbudowany o cztery kondygnacje.
Architektura osiedla reprezentuje modernizm i wyróżnia się oryginalnością na tle ówczesnego polskiego budownictwa mieszkaniowego zarówno formą (szklane luksfery na wszystkich kondygnacjach nadawały budynkom lekkości za dnia aby beton nie dominował na ich fasadach, a nocą stanowiły ich iluminację, czego nie stosowano w ówczesnym budownictwie; niektóre budynki ustawiono też na rzadko stosowanych antropomorficznych słupach zwanych pilotis aby nadać im lekkości i stworzyć podcienia, wszystkie bloki mieszkalne otrzymały czarno-białą kolorystykę aby uniknąć typowej szarości betonu) jak i funkcją (widne kuchnie i balkony były rzadkością i często rezygnowano z nich na innych osiedlach).

## Galeria
| - Budynek przy ul. Rzymowskiego 43 wybudowany w systemie WPP - Budynek przy ul. Kolady 4 wybudowany w technologii WUF-60 - Budynek przy ul. Rzymowskiego 47 wybudowany w technologii WUF-60, nadbudowany w późniejszym okresie o cztery kondygnacje - Budynek przy ul. Śniardwy 2 |